# Meurtre-suicide
 (novembre 2021).
Si vous disposez d'ouvrages ou d'articles de référence ou si vous connaissez des sites web de qualité traitant du thème abordé ici, merci de compléter l'article en donnant les références utiles à sa vérifiabilité et en les liant à la section « Notes et références ».

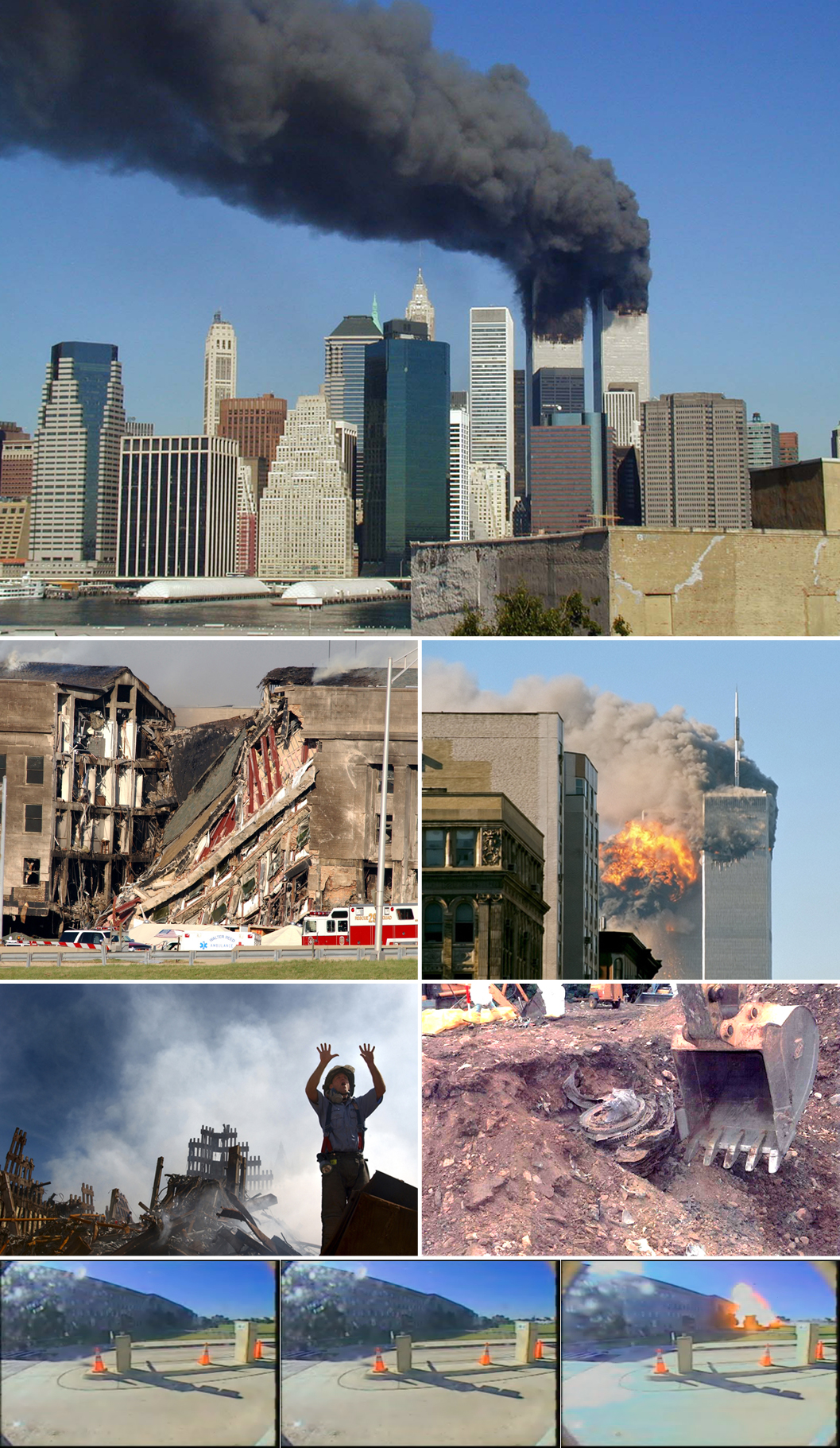
Meurtre suicide du 11 septembre 2001.

Un meurtre-suicide ou meurtre suicidaire est un acte dans lequel un individu tue une ou plusieurs autres personnes, avant de se suicider immédiatement ou peu de temps après.

## Différents maniere de meurtre-suicide
La combinaison de meurtre et de suicide peut prendre diverses formes, notamment : 
- Le suicide pour faciliter le meurtre, comme dans l'attentat-suicide.
- L'acte criminel pour faciliter le suicide, comme le suicide par police interposée.
- Le suicide après le meurtre pour échapper à la sanction (prison), comme dans le cas de nombreuses tueries scolaires.
- Le suicide après le meurtre comme une forme d'auto-punition.
- Le « pacte suicidaire » qui prend la forme d'un homicide d'une ou plusieurs autres personnes avec son consentement, et ensuite se tuer soi-même.
- Le suicide avec les passagers que l'on transporte (suicide en avion).
- L'assassinat caractérisée par un suicide du criminel responsable juste après ou incitation au suicide envers une personne ciblé avec préméditation.